# Wet die naturalisaties verleent
In België wordt de naturalisatie volgens artikel 9 van de Belgische Grondwet verleend door de federale wetgevende macht en dit gebeurt dus bij wet.  Deze naturalisatiewetten bevatten steeds een lijst van de personen die door die wet de Belgische nationaliteit krijgen.
Deze wet kan, hoewel ze geen echte regels bevat, ook getoetst worden aan de Grondwet door het Grondwettelijk Hof.  Dit Hof mag echter enkel de grondwettigheid ervan controleren, niet de opportuniteit om bepaalde personen al dan niet de nationaliteit te geven.
Enkel de Kamer van volksvertegenwoordigers is bevoegd voor het verlenen van naturalisaties. De wet wordt behandeld door de Kamercommissie Naturalisaties. Deze commissie beslist discretionair over de naturalisatie. Vervolgens stemt de plenaire vergadering van de Kamer van volksvertegenwoordigers over de naturalisatiewet.